# Кобахидзе, Александр Автандилович
Алекса́ндр Автанди́лович Кобахи́дзе (груз. ალექსანდრე ავთანდილის ძე კობახიძე; род. 11 февраля 1987[…], Тбилиси) — грузинский футболист, полузащитник. Выступал за сборную Грузии.

## Карьера

### Клубная
Воспитанник школы «Аваза» из Тбилиси, первый тренер — Анзор Зукакишвили. В Грузии выступал за «Динамо» из Тбилиси. В «Днепр» перешёл зимой 2008 года. В Высшей лиге дебютировал 22 марта 2008 года в матче «Закарпатье» — «Днепр» 1:1.
В июле 2014 года на правах аренды перешёл в луцкую «Волынь».
В январе 2016 года главный тренер команды «Днепр» Мирон Маркевич заявил, что арендное соглашение с «Волынью» отозвано и Александр с другим арендованым игроком «Волынью» Сергеем Политыло едут с днепропетровской командой на первый учебно-тренировочный сбор.
Летом 2016 года стал игроком клуба «Ворскла».
Зимой 2017 года покинул Украину и перебрался в турецкий клуб «Гёзтепе», за который дебютировал 18 января в кубковой игре против «Сивасспора». Осенью 2017 года вернулся в «Ворсклу».

### В сборной
Играл в молодёжной сборной Грузии, провёл за неё 5 матчей. В составе сборной Грузии провёл 10 матчей и забил 2 гола.

## Достижения
- Серебряный призёр чемпионата Грузии: 2006/07
- Бронзовый призёр чемпионата Украины: 2017/18